# 青木信照
青木 信照（あおき のぶてる）は、安土桃山時代の武将。

## 略歴
初めは織田信長に仕え、越前国府中衆の一人として6350俵の禄を給せられる。天正18年（1590年）、前田利家に従い、小田原征伐における八王子城合戦の際、戦死した。
三男・則成は、前田利好の養子となり、前田兵部と改名。利好没後、家督を継いで800石を拝領し、池田治部左衛門に改名している。